# 올리베라 마르코비치
올리베라 마르코비치(세르비아어: Оливера Марковић / Olivera Marković, 1925년 5월 3일 ~ 2011년 7월 2일)는 세르비아의 배우이다. 1964 유고슬라비아 영화제 골든 아레나 여우주연상 수상자이다.

## 출연 작품
- 비극적인 풍자극 (1995)
- 부코바 (1994)
- 티토와 나 (1992)
- 만남의 장소 (1989)
- 우리는 그들을 잊으려 했다 (1988)